# Campoplex solitarius
Campoplex solitarius är en stekelart som först beskrevs av Carl Gustav Alexander Brischke 1880.  Campoplex solitarius ingår i släktet Campoplex och familjen brokparasitsteklar. Inga underarter finns listade.